# Mirrors (블루 오이스터 컬트의 음반)
| 전문가 평가                      | 전문가 평가 |
| 평가 점수                        | 평가 점수   |
| 출처                             | 점수        |
| -------------------------------- | ----------- |
| AllMusic                         | [ 1 ]       |
| Christgau's Record Guide         | C           |
| Collector's Guide to Heavy Metal | 10/10       |
| Rolling Stone                    | (mixed)     |

《Mirrors》는 1979년 6월 19일에 발매된 미국의 하드 록 밴드 블루 오이스터 컬트의 여섯 번째 스튜디오 음반이다. 이 음반은 오랜 프로듀서이자 매니저인 샌디 펄먼이 프로듀싱하지 않은 첫 음반이었다.

## 배경
1976년 플래티넘 《Agents of Fortune》, 1977년 골드 《Spectres》, 1978년 플래티넘 라이브 활동 《Some Enchanted Evening》의 성공 이후, 《Mirrors》가 골드 지위에 도달하기 위해 고군분투했다는 사실은 밴드와 레이블 모두를 실망시켰다. 밴드와 제작진과의 인터뷰에 따르면, 이 음반의 의도는 광택있는 프로듀싱으로 높은 차트 기록을 만드는 것이었지만, 이 시도로 인한 반발은 밴드가 마틴 버치와 미래의 짝짓기를 하고 더 어두운 사운드로 돌아가려는 시도로 이어졌다.

## 커버 아트
음반 앞면 커버 이미지는 로렌 살라자르가 사이드 미러를 사실적으로 그린 그림이다. 이 음반의 내부 소매는 《상하이에서 온 여인》의 거울의 집 장면에서 나온 이미지이다.

## 곡 목록
| #  | 제목                     | 작사·작곡                         | 리드 보컬 | 재생 시간 |
| -- | ------------------------ | --------------------------------- | --------- | --------- |
| 1. | 〈Dr. Music〉            | 조 부샤드, 벅 드하마, 리처드 멜처 | 에릭 블룸 | 3:10      |
| 2. | 〈The Great Sun Jester〉 | 블룸, 마이클 무어콕, 존 트리버스  | 블룸      | 4:48      |
| 3. | 〈In Thee〉              | 앨런 래니어                       | 드하마    | 3:48      |
| 4. | 〈Mirrors〉              | 드하마, 브루스 애벗               | 드하마    | 3:44      |
| 5. | 〈Moon Crazy〉           | J. 부샤드                         | J. 부샤드 | 4:06      |

| #  | 제목                                       | 작사·작곡                  | 리드 보컬 | 재생 시간 |
| -- | ------------------------------------------ | -------------------------- | --------- | --------- |
| 6. | 〈The Vigil〉                              | 드하마, 샌드라 로저        | 드하마    | 6:25      |
| 7. | 〈I Am the Storm〉                         | J. 부샤드, 로널드 바인더   | 블룸      | 3:42      |
| 8. | 〈You're Not the One (I Was Looking For)〉 | 앨버트 부샤드, 캐린 부샤드 | A. 부샤드 | 3:14      |
| 9. | 〈Lonely Teardrops〉                       | 래니어                     | 드하마    | 3:37      |